# Зирия (Ахея)
Зи́рия (греч. Ζήρια) — село в Греции. Административно относится к общине Эйялия в периферийной единице Ахея в периферии Западная Греция. Расположено на высоте 87 м над уровнем моря, на склоне горы Зирия, которая является отрогом гор Панахаикон, в 22 км к востоку от города Патры и в 11 км к северо-западу от Эйона. Население 501 человек по переписи 2011 года.

## Сообщество
Сообщество Зирия (Κοινότητα Ζήριας) создано в 1912 году (ΦΕΚ 256Α). В сообщество входят шесть населённых пунктов. Население 822 человека по переписи 2011 года. Площадь 4,728 км².
| Населённый пункт | Население (2011), человек |
| ---------------- | ------------------------- |
| Ано-Зирия        | 3                         |
| Зирия            | 501                       |
| Киани-Акти       | 33                        |
| Ламбирион        | 218                       |
| Родини           | 1                         |
| Саркунас         | 66                        |

## Население
| Год  | Население, человек |
| ---- | ------------------ |
| 1991 | 562                |
| 2001 | 506                |
| 2011 | ↘ 501              |